# Beniamin Tytus Muszyński
Beniamin Tytus Muszyński (ur. 24 czerwca 1988 w Sanoku) – polski pisarz.

## Życiorys
Beniamin Muszyński urodził się 24 czerwca 1988 w Sanoku i wychował się w tym mieście. Podczas nauki szkolnej działał w założonej w 2006 w Samozwańczej Elity Intelektualnej (SEI), a w 2008 został absolwentem Technikum Hotelarskiego w Zespole Szkół nr 1 im. Karola Adamieckiego w Sanoku. Od 2008 związany z Krakowem, gdzie zamieszkał. Ukończył informację naukową i bibliotekoznawstwo na Uniwersytecie Pedagogicznym im. Komisji Edukacji Narodowej uzyskując tytuł magistra.
W 2008 rozpoczął aktywne promowanie prozy interaktywnej i w tym samym roku miał miejsce jego debiut wydawniczy. Był współzałożycielem i jednym z głównych redaktorów internetowego magazynu Masz Wybór wychodzącego w latach 2010–2012, poświęconego interaktywnym gałęziom kultury. Obecnie jest redaktorem naczelnym portalu internetowego o tym samym tytule. Związany z nieformalnym Wydawnictwem Wielokrotnego Wyboru.

## Twórczość
Zadebiutował w 2008 roku utworami Ostatni kurs i Dinara: Prastare szczyty. W 2015 roku jego gamebook Afrykański Świt jako pierwszy w historii polskiej literatury interaktywnej ukazał się w wersji mobilnej zarówno dla systemu Microsoft, jak i Android. Natomiast w roku 2016 jego gra książkowa pt. Zaginiony została przetłumaczona na język angielski nosząc tam tytuł Lost in Innsmouth. Tym sposobem stał się pierwszym w historii polskim pisarzem gamebookowym, którego wydana pierwotnie w Polsce gra paragrafowa została przełożona na język obcy. Gry książkowe Tło, Prywatne Śledztwo oraz Incydent zostały przełożone na język rosyjski. Do tej pory wydał 19 gier książkowych, 6 powieści oraz opowiadania i miniatury literackie, co czyni z niego najpłodniejszego autora utworów interaktywnych. W jego twórczości dominują takie gatunki literackie jak: fantastyka, horror, thriller, sensacja i weird fiction.
Jego gry książkowe charakteryzują się postacią bardzo zbliżoną do opowiadania, pomijając mechanikę opartą na statystykach, rzutach kością itp. Ponadto dzieli swoje utwory na rozdziały, a także zrywa z zasadą jednego właściwego zakończenia gry na rzecz wielu linii fabularnych i równorzędnych zakończeń. Natomiast fabuła jego dzieł skupia się na problemach społecznych oraz odsłanianiu mrocznej strony natury ludzkiej, często wzbudzając kontrowersje natury estetycznej i moralnej.

### Gry książkowe
- Ostatni kurs (2008)
- Dinara: Prastare szczyty (2008)
- Szklana Twarz (2009)
- Zaginiony (2011)
- Janek – Historia Małego Powstańca – we współpracy z dr Maciejem Słomczyńskim (2011)
- Pokuta (2011)
- Tło (2012)
- Uwikłana (2012)
- Incydent (2013)
- Prywatne Śledztwo (2013)
- Marcewo (2013)
- Plaga (2013)
- Afrykański świt (2014)
- Chwała (2017)
- Oni (2018)
- Jestem (2018)
- Vae victis (2019)
- Akty (samo)zagłady człowieka (nad)wrażliwego (2019)
- Utopia (2021)
- Widmo nad Arkham (2021)[15]
- Ḫé-mu-ù-zu (2023)

(na podstawie materiału źródłowego)

### Powieści
- Megiddo. Opowieść o władzy – w grze książkowej Szklana twarz (2009)[17]
- Hipoteza (2013)
- Fantasmagorie (2015)
- Moja mała trylogia (2016)
  - Tryby
  - Herostrates
  - Skontrum

(na podstawie materiału źródłowego)

### Opowiadania
- Przebudzenie (2012)
- Witraż – zbiór tekstów powstałych w latach 2006–2013 (2015)

(na podstawie materiału źródłowego)

### Publicystyka
- Gry książkowe, W: Literadar, 2012, nr 16, s.12-23
- Gry książkowe, W: Biblioteka w Szkole : czasopismo pracowników bibliotek oświatowych, 2014, nr 1, s. 19-20
- Literatura interaktywna. Zastosowanie w bibliotece, W: Biblioteka w Szkole : czasopismo pracowników bibliotek oświatowych, 2014, nr 1, s. 18-19
- Gry książkowe, czyli literatura interaktywna. Rys teoretyczny i zastosowanie w praktyce bibliotecznej, W: Biblioteka i Edukacja. Elektroniczne czasopismo Biblioteki Głównej Uniwersytetu Pedagogicznego w Krakowie, 2018, nr 13

(na podstawie materiału źródłowego)